# Georgij Grečko
Georgij Michajlovič Grečko (in russo Георгий Михайлович Гречко?; Leningrado, 25 maggio 1931 – Mosca, 8 aprile 2017) è stato un cosmonauta sovietico, che partecipò a tre missioni spaziali.

## Carriera

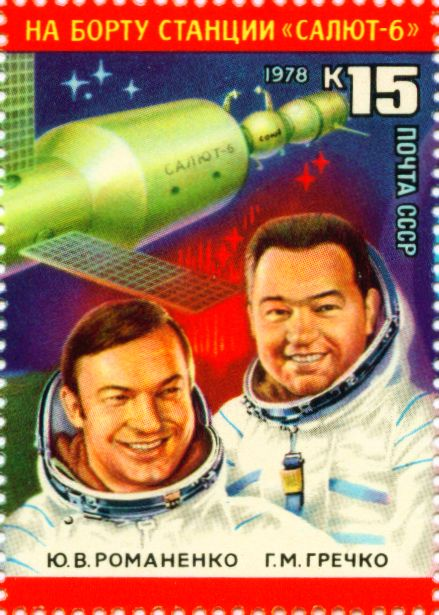
Il francobollo dedicatogli dalle poste sovietiche nel 1978 - Grečko è sulla destra

Grečko si laureò all'Istituto di Meccanica di Leningrado con un dottorato in matematica. Andò a lavorare presso il laboratorio di Sergej Pavlovič Korolëv dove fu selezionato per fare il cosmonauta e compiere viaggi per il programma lunare sovietico. Quando quel programma venne cancellato, andò a lavorare alle stazioni spaziali Saljut.
La sua prima missione fu nel 1975 con la navicella spaziale Sojuz 17 verso la stazione spaziale sovietica Saljut 4; in questa occasione trascorse nello spazio 29 giorni.
Georgij Grečko effettuò la prima attività extraveicolare (comunemente detta passeggiata spaziale) in una tuta spaziale Orlan il 20 dicembre 1977 durante la sua successiva missione, questa volta sulla Salyut 6 EO-1.
Aveva raggiunto la stazione spaziale con la Sojuz 26 e ritornò poi a terra il 18 marzo 1978 a bordo della Sojuz 27.
La sua ultima permanenza nello spazio data 1985: raggiunse la stazione spaziale Saljut 7 (DOS 6) con la missione Sojuz T-14 e fece ritorno sulla terra il 26 settembre 1985 con la Sojuz T-13.
Si ritirò dal programma spaziale nel 1992, ma continuò a lavorare all'Accademia russa delle scienze. Per ognuna delle sue missioni spaziali ottenne il titolo di Eroe dell'Unione Sovietica.

## Onorificenze

### Onorificenze straniere
L'asteroide 3148 Grechko, scoperto dall'astronomo sovietico Nikolaj Stepanovič Černych nel 1979, prende il nome da Georgij Grečko.